# Casemate de Boust
La casemate de Boust est une casemate d'intervalle CORF de la ligne Maginot, située sur la commune de Boust, dans le département de la Moselle.

## Position sur la ligne
Faisant partie du sous-secteur d'Ettange dans le secteur fortifié de Thionville, la casemate de Boust, portant l'indicatif C 44, est intégrée à la « ligne principale de résistance » entre l'ouvrage de Soetrich (A 11) à l'ouest et l'ouvrage du Bois-Karre (A 12) à l'est.
La casemate se trouve un peu en contrebas de l'observatoire de Boust (ce dernier occupant le sommet de la cote 221), couvrant de ses tirs tout le vallon au sud du village de Boust (lieu-dit du Weiherchen). Les intervalles de part et d'autre de la casemate sont renforcés par plusieurs fortifications MOM : à l'ouest la lisère du Jungbusch (extrémité nord-ouest de la forêt de Cattenom, où se trouvent les entrées de l'ouvrage de Soetrich) est défendu du nord au sud par le blockhaus Cb73-C (Observatoire du Jungbusch), la petite tourelle Ct56 (tourelle du Jungbusch), ainsi que les blockhaus Cb74-C (blockhaus du Jungbusch), Cb296 (Huhnerheck Nord) et Cb77-C (Huhnerheck Sud). Au sud, l'échancrure où passe l'ancienne voie romaine est défendue par les quatre blockhaus CB89-C (Voie-Romaine Ouest), Cb89-B (Voie-Romaine Est), Cb89-A (Bornungshof Sud) et Cb89 (Bornungshof Nord). Enfin, les 1 800 mètres entre la casemate de Boust et l'ouvrage de Bois-Karre sont protégés par la tourelle Ct54 ainsi que par les blockhaus Ct54-B, Ct53-B et Ct53 (observatoires de l'Untere-Trausch).

## Description
C'est une casemate simple flanquant vers l'est, occupée par le 168e RIF sous le commandement du lieutenant Henriot et équipée à l'origine par un créneau mixte pour JM/AC 47, un créneau JM et deux cloches GFM.
Située à proximité de l'observatoire éponyme, elle est une des rares du secteur à ne pas fonctionner en « couple » avec une autre casemate (elles sont alors désigné Est/Ouest ou Nord/Sud).

## État actuel
Si la superstructure est toujours visible, elle a subi pendant le conflit de nombreux essais de destruction sur ses portes et cuirassements. Non remise en état après-guerre, elle porte encore visibles les stigmates de ces expériences.

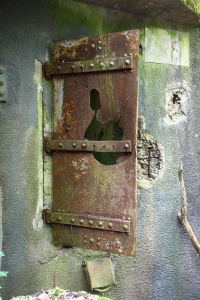
Dégâts occasionnés sur la porte d'accès.